# Ti piaci così
Ti piaci così è un singolo della cantante italiana Malika Ayane, pubblicato il 4 marzo 2021.

## Descrizione
Il brano è stato eseguito per la prima volta durante la seconda serata del Festival di Sanremo 2021 classificandosi al quindicesimo posto alla fine della gara.

## Video musicale
Il video, diretto da Federico Merlo, è stato pubblicato in concomitanza del lancio del singolo sul canale YouTube della cantante.

## Tracce
1. Ti piaci così – 3:30 (Malika Ayane, Luigi De Crescenzo, Alessandra Flora, Rocco Rampino)

## Classifiche
| Classifica (2021) | Posizione massima |
| ----------------- | ----------------- |
| Italia            | 23                |